# Chachagüí
Chachagüí es un municipio colombiano ubicado en el departamento de Nariño. En la jurisdicción de este se encuentra el aeropuerto Antonio Nariño, que es el más relevante de la región y medio de acceso aéreo a San Juan de Pasto, capital del departamento.

## Toponimia
En origen, la denominación era Chachaví, que en quillasinga quiere decir «tierra de aguas claras». Con el tiempo se transformó en el vocablo actual.

## Historia
El asentamiento indígena quillasinga que existía a la llegada de los españoles en 1537 fue convertido en resguardo en 1586, que en 1910, con la creación del departamento de Nariño, pasó a ser corregimiento del municipio de Pasto y finalmente fue erigido municipio mediante ordenanza sancionada el 9 de febrero de 1993.

## Geografía
Límites: 
- Al norte con los municipios de San Lorenzo y Taminango.
- Al sur con los municipios de Nariño y San Juan de Pasto.
- Al oriente con Buesaco.
- Al occidente con los municipios de La Florida y El Tambo.

## División Político-Administrativa
Además de su Cabecera municipal. Chachagüí tiene bajo su jurisdicción los siguientes Centros poblados:
- Agrario
- Arizona
- Caño Alto
- Caño Bajo
- Chorillo
- Cocha Cano
- Guairabamba
- La Loma
- Pedregal
- Santa Mónica

## Economía
Sus mayores ingresos provienen de los sectores primario y terciario, siendo principal el sector agropecuario (70 %) y la primera actividad es la pecuaria; su agricultura es escasa por la calidad del suelo y los principales cultivos son los de cabuya y maíz. El comercio y servicios representa el 17 % de las actividades y en este sector la gran mayoría de establecimientos son dedicados al turismo y la recreación.